# Dianne Feinstein
Dianne Emiel Feinstein (nata Dianne Goldman, e conosciuta anche come Dianne Berman o Dianne Blum) (San Francisco, 22 giugno 1933 – Washington, 29 settembre 2023) è stata una politica statunitense, senatrice per lo stato della California dal 1992 al 2023 ed in precedenza sindaca di San Francisco dal 1978 al 1988. Importante esponente del Partito Democratico, è stata la senatrice più longeva per lo stato della California e la terza più longeva tra le donne, mentre al momento della morte era la senatrice che serviva da più anni al Congresso.

## Biografia
Dianne Feinstein nacque con il nome di Dianne Emiel Goldman a San Francisco da Betty Rosenberg e Leon Goldman. Suo padre, morto nel 1975, era un chirurgo di fama nazionale ed il primo di origine ebraica ad ottenere una cattedra alla facoltà di chirurgia alla University of California Medical Center.
I nonni paterni della Feinstein erano immigrati ebrei di origine polacca, mentre quelli materni avevano lasciato la Russia dopo la Rivoluzione del 1917 (il nonno materno era un ufficiale dell'esercito zarista che si era convertito dall'ebraismo al cristianesimo). Dianne studiò alla scuola del Convento del Sacro Cuore di San Francisco, ma frequentò anche una scuola ebraica, ed all'età di tredici anni fu confermata nella religione ebraica, dopo aver dichiarato di essersi sempre considerata ebrea. La Feinstein aveva due sorelle, Lynne Kennedy e Yvonne Banks. Ricevette il suo bachelor of arts in storia nel 1955 dalla Stanford University.
Le importanti relazioni d'affari di Blum con la Cina sono state causa di considerevole attenzione pubblica, e la Feinstein è stata criticata per i suoi voti su questioni legate al commercio con l'estero, che avrebbero favorito gli interessi del marito. Feinstein è stata una tra i senatori più ricchi, con beni il cui valore è stimato in alcune decine di milioni di dollari.

## La prima parte della carriera politica
Prima di ricoprire cariche elettive, Feinstein fu nominata dall'allora governatore della California Pat Brown nella California Women Parole Board. Nel 1969 fu eletta nel consiglio comunale della città di San Francisco, dove rimarrà per nove anni, divenendo la prima donna a ricoprire la presidenza.
In questo periodo per due volte si candidò a sindaco di San Francisco, nel 1971 contro il sindaco uscente Joseph Alioto, e nel 1975, quando per un solo punto percentuale perse (a favore del supervisore John Barbagelata) la votazione per raggiungere il ballottaggio contro George Moscone.

### Sindaco di San Francisco
Il 27 novembre 1978, il sindaco George Moscone ed il consigliere comunale Harvey Milk furono assassinati da un rivale politico, Dan White, che aveva dato le dimissioni dal consiglio comunale due settimane prima. La Feinstein annunciò gli omicidi al pubblico sbalordito, dichiarando: "In qualità di presidente del consiglio comunale, è mio dovere fare questo annuncio. Il sindaco Moscone ed il supervisore Harvey Milk sono stati entrambi assassinati". Essendo il presidente del consiglio comunale la seconda carica della città, Feinstein subentrò automaticamente al posto di sindaco il 4 dicembre. Completò il mandato, e fu riconfermata nelle elezioni del 1979 e del 1983.
Nel 1984 la convenzione nazionale del partito democratico fu tenuta a San Francisco, e molti ipotizzarono che il candidato democratico alla presidenza degli Stati Uniti, Walter Mondale, potesse sceglierla come candidata alla vicepresidenza. La scelta tuttavia cadde su Geraldine Ferraro. Nel 1984 Feinstein propose di vietare il possesso di pistole nella città, e per questo il White Panther Party organizzò un referendum per destituirla. Ma la Feinstein vinse il referendum e completò il suo secondo mandato di sindaco l'8 gennaio 1988. Nel 1987 la rivista City and State definì Dianne Feinstein, che negli anni ottanta fece parte della Commissione Trilaterale, il sindaco più efficiente della nazione.

### Aspirante governatrice
Nel 1990 la Feinstein si presentò alle elezioni per il governatorato della California, ma fu sconfitta dal repubblicano Pete Wilson, che abbandonò il suo seggio al Senato degli Stati Uniti per assumere la carica. Nel 1992 Feinstein dovette pagare una multa di 190.000 dollari per aver violato le norme sulla pubblicazione dei contributi e delle spese per la campagna elettorale.

## Carriera senatoriale
Il 3 novembre 1992 Feinstein vinse l'elezione suppletiva per il seggio senatoriale che si era reso vacante nel 1990, quando Pete Wilson era stato eletto governatore della California (Wilson aveva nominato John F. Seymour come sostituto temporaneo). L'elezione coincise con quelle per il presidente degli Stati Uniti e per varie altre cariche. In quella stessa data Barbara Boxer fu eletta all'altro seggio senatoriale della California, in sostituzione di Alan Cranston, che aveva deciso di non ripresentarsi. Poiché la Feinstein era stata eletta per completare il mandato del predecessore, entrò in carica appena fu dichiarato il risultato ufficiale, e non nel gennaio successivo. Per questo diventò quasi subito senatrice anziana (senior senator) dello stato, anche se la sua elezione fu contemporanea a quella della Boxer.

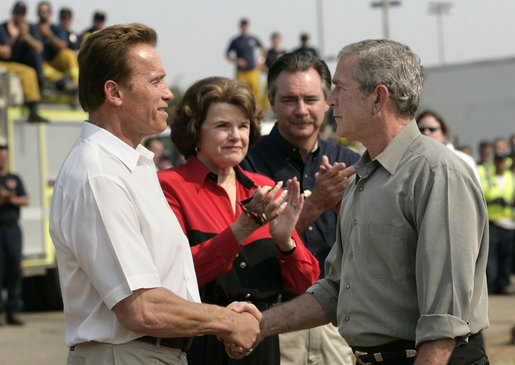
Dianne Feinstein con il presidente George W. Bush ed il governatore della California Arnold Schwarzenegger il 25 ottobre 2007

Dianne Feinstein fu poi rieletta nel 1994, 2000, 2006, 2012 e 2018.
In Senato, Feinstein ha presieduto la commissione Rules and Administration (Regolamento ed amministrazione) e ha fatto parte delle commissioni Appropriations (Stanziamenti), Intelligence (Servizi segreti), Judiciary (Giustizia), e Energy and Natural Resources (Energia e risorse naturali). È stata presidente della Commissione Intelligence del Senato dal 2009 al 2015.
È stata l'unica donna nella commissione Giustizia e ha presieduto la Sottocommissione su Terrorismo, Tecnologia e Sicurezza Interna.
Feinstein ha fatto parte del Council on Foreign Relations.
A 88 anni, Feinstein era il più anziano senatore degli Stati Uniti in carica. Il 28 marzo 2021 è diventata il senatore statunitense più longevo della California, superando Hiram Johnson. Dopo il pensionamento di Barbara Mikulski nel gennaio 2017, Feinstein è diventata la senatrice statunitense in carica da più tempo.

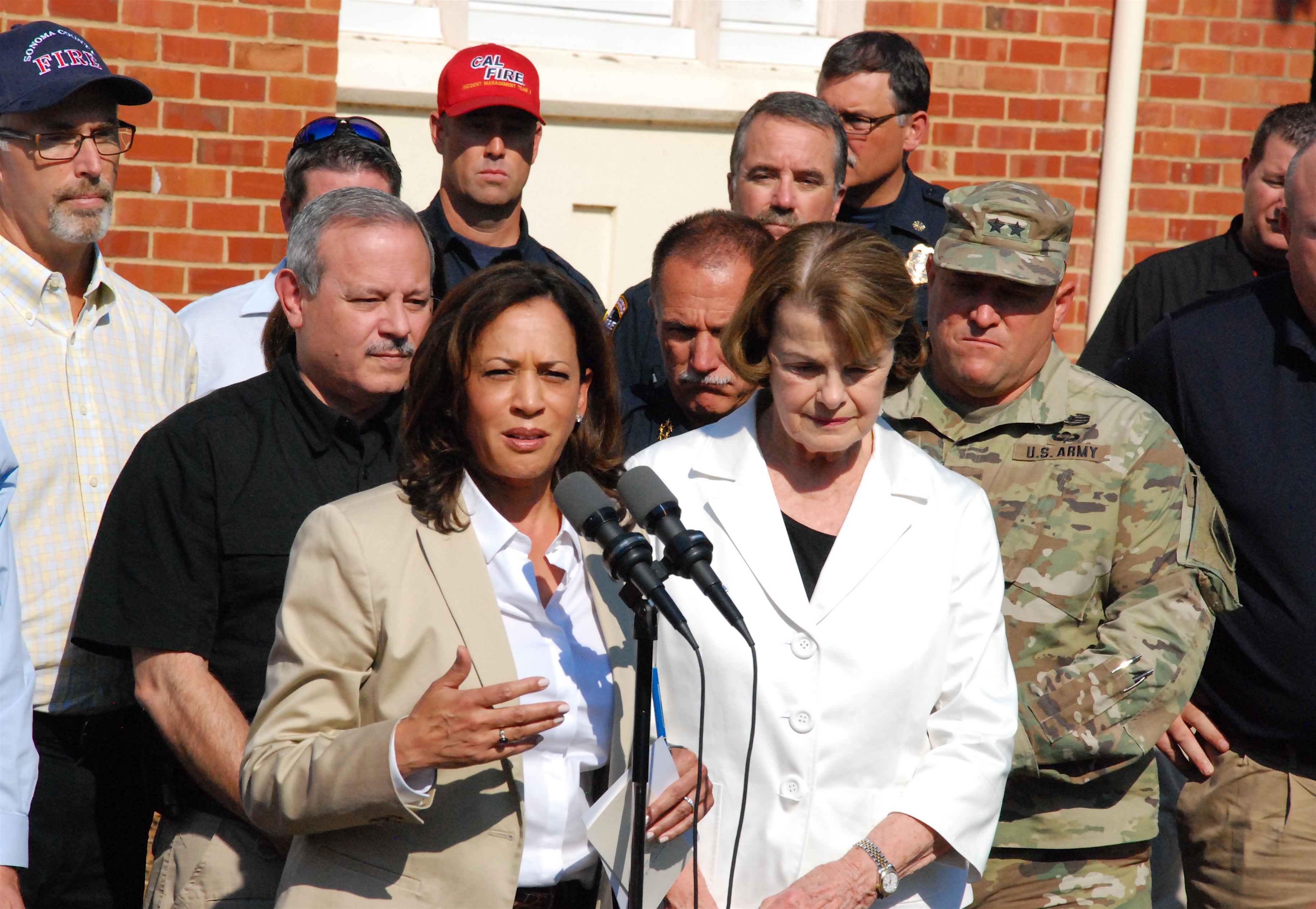
Dianne Feinstein (in camicia bianca) e Kamala Harris nel 2017

Con l'avvicinarsi delle elezioni presidenziali del 2020, Feinstein ha indicato il suo sostegno all'ex vicepresidente Joe Biden. Questo ha sorpreso molti, a causa della potenziale candidatura della collega senatrice della California Kamala Harris, di cui Feinstein ha detto: "Sono un grande fan della senatrice Harris e lavoro con lei. Ma lei è nuova di zecca qui, quindi ci vuole un po' di tempo per conoscere qualcuno".
Nel gennaio 2021, Feinstein ha depositato i documenti iniziali della Commissione elettorale federale necessari per candidarsi alla rielezione nel 2024, quando avrebbe avuto 91 anni, salvo annunciare nel febbraio 2023 la sua rinuncia alla ricandidatura, anche in seguito al deterioramento delle sue condizioni di salute.

## Posizioni politiche
Dianne Feinstein era favorevole alla pena di morte.
La senatrice Dianne Feinstein avviò una commissione di indagine sulle tecniche di interrogatorio utilizzate dalla CIA nei confronti delle persone imprigionate dopo gli attentati dell'11 settembre 2001. Il rapporto finale svelò al mondo i metodi brutali, immorali ed inefficaci adottati dagli agenti. L'intera vicenda è raccontata nel film The Report (2019) di Scott Z. Burns.
Fu la principale sostenitrice democratica del fallito emendamento costituzionale del 2006 volto a proibire l'incendio della bandiera statunitense.

## Vita privata

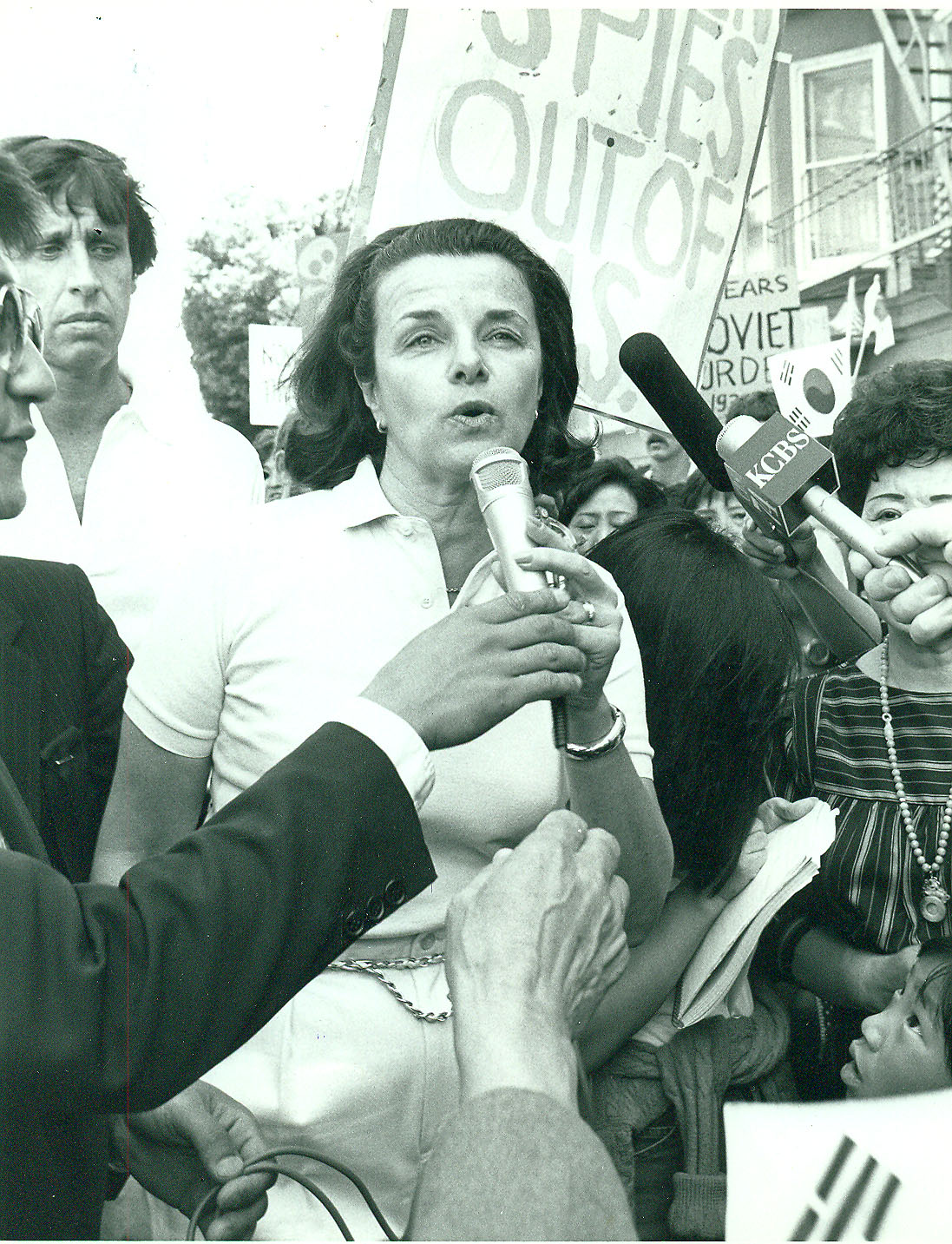
Dianne Feinstein alla fine degli anni settanta. Alle sue spalle, il futuro marito, Richard C. Blum

Feinstein è stata sposata tre volte. Sposò nel 1956 Jack Berman (m. 2002), che allora lavorava nell'ufficio del procuratore distrettuale di San Francisco. Lei e Berman divorziarono tre anni dopo. La loro figlia, Katherine Feinstein Mariano (nata nel 1957), è stata il giudice presiedente della corte superiore di San Francisco per 12 anni, fino al 2012. Nel 1962, poco dopo aver iniziato la sua carriera in politica, Feinstein sposò il suo secondo marito, il neurochirurgo Bertram Feinstein, che morì di cancro al colon nel 1978. Nel 1980, Feinstein sposò Richard C. Blum, un banchiere d'investimento.
Nel 2003, Feinstein è stata classificata il quinto senatore più ricco degli USA, con un patrimonio netto stimato di 26 milioni di dollari. Il suo patrimonio netto è aumentato tra i 43 e i 99 milioni entro il 2005. La sua dichiarazione finanziaria di 347 pagine, definita dal San Francisco Chronicle come "quasi delle dimensioni di una rubrica telefonica", afferma di tracciare linee chiare tra i suoi beni e quelli di suo marito, con molti dei suoi beni in blind trust. Nel 2018 il suo patrimonio era, secondo "Opn SDecrets" di 87,9 milioni; il principale investimento nel turismo.
Feinstein aveva un pacemaker cardiaco artificiale inserito all'Università George Washington Hospital nel gennaio 2017. Nell'autunno del 2020, dopo la morte di Ruth Bader Ginsburg e le udienze di conferma per il giudice della Corte suprema Amy Coney Barrett, c'era preoccupazione per la capacità di Feinstein di continuare a svolgere il suo lavoro. Ha detto che non c'era motivo di preoccupazione e che non aveva intenzione di lasciare il Senato.

### Morte
La senatrice Feinstein muore il 29 settembre 2023 per cause naturali nella sua casa di Washington D.C. Il suo decesso è stato, tuttavia, comunque improvviso, dal momento che il giorno precedente aveva espresso il suo voto al Senato che ha permesso ai democratici di evitare un government shutdown. Tuttavia, è altresì noto che la senatrice era già afflitta da problemi di salute di lunga data, i quali non le avevano consentito di essere presente in aula per alcune votazioni.
La senatrice Feinstein ha ricevuto tributi e ringraziamenti dai leader della maggioranza e minoranza al Senato, rispettivamente Chuck Schumer e Mitch McConnell; Dalla vicepresidente degli Stati Uniti d'America Kamala Harris, collega e contitolare al Senato prima di diventare vicepresidente.
Ha ricevuto cordoglio dal presidente degli Stati Uniti d'America Joe Biden, dagli ex presidenti Bill Clinton e Barack Obama, dalla sua ex collega al Senato, ex segretario di Stato degli Stati Uniti d'America, ed ex first lady degli Stati Uniti d'America Hillary Clinton. Si uniscono al cordoglio molti altri colleghi e colleghe al Senato, tra cui il senatore per la California Alex Padilla, suo contitolare al tempo della su morte.